# Leo Lerro
Leo Lerro nasceu em Campobasso, Itália em 4 de Janeiro de 1877 . Tinha cargos de alta responsabilidade na Itália, Major da Guarda Nacional. Morou em São José do Rio Preto por sessenta anos, onde foi prefeito da cidade no período de  1915 a 1917 . Morreu aos 86 anos em Santos. Em São José do Rio Preto a avenida Major Leo Lerro na zona leste da cidade recebe esse nome em sua homenagem .